# Janko Jezovšek
Janko Jezovšek, slovenski skladatelj, * 28. februar 1945, Maribor.
Kompozicijo, dirigiranje, petje in elektronsko glasbo je študiral v Zagrebu, Frankfurtu (na Majni) in v Kölnu.
Jezovškovo glasbeno ustvarjalnost in poustvarjalnost bi lahko označili kot umetniško-pedagoško dejavnost za vsakogar, saj prireja multimedijske kovačnice, koncerte, ateljeje, skladateljske delavnice. Navkljub svoji glasbeni izobrazbi se šteje za avtodidakta, profesionalno pa najraje sodeluje z ne-glasbeniki.
Njegova multimedijska dela pričujejo o avtorjevi samoniklosti in o inventivnosti izbora glasbenih protagonistov: kvadrofonska elektronska opera Carmilhan,  plesna pravljica Raček Spaček, parodija romantične viteške opere Skazimir Razjaromir, bio-opera Bunker, glasbeni kabaret Pozor Note!, Neskončna simfonija, Mozartyrium in druge.